# Vámospércs
Vámospércs is een plaats (város) en gemeente in het Hongaarse comitaat Hajdú-Bihar. Vámospércs telt 5477 inwoners (2001).